# Krasna, Tỉnh West Pomeranian
Krasna [ˈkrasna] (trước đây Đức Fischersruh) là một khu định cư ở quận hành chính của Gmina swidwin, trong Świdwiński, Zachodniopomorskie, ở tây bắc Ba Lan. Nó nằm khoảng 14 kilômét (9 mi) về phía đông nam của Świdwin và 95 km (59 mi) về phía đông của thủ đô khu vực Szczecin.
Trước năm 1945, khu vực này là một phần của Đức. Đối với lịch sử của khu vực, xem Lịch sử của Pomerania.